# José Amado Delgado
José Amado Delgado Vera est né à Ybytymi-Paraguay en 1938 et y a vécu jusqu'en 1954, où à l'âge de ses 16 ans, il part à Sao Paulo au Brésil pour étudier l'ingénierie et se spécialise en électronique. Dans les années 70, il va en France où en plus d'exercer son métier d'ingénieur en électronique, il fréquente l'université de Paris VII, et Paris I, où il obtient un diplôme de littérature ainsi qu'une Licence puis un Master en Psychologie clinique. Il retourne au Brésil dans les années 2010 où il achève l'écriture de son premier roman Chokalo, aussitôt suivi de la suite de celui-ci Yvate. José Amado n'a jamais oublié ses racines paraguayenne et possède une maison à Aregua. Il décède en 2012, des suites d'une attaque cardiaque. 
Ses deux romans, Chokalo et Yvate nous racontent la saga d'un conquistador espagnol et ses interactions avec les peuples indigènes d'Amérique, les Amérindiens. Au fil du récit nous découvrons que les peuples dit indigènes sont bien plus développés qu'il n'y parait de prime abord, et qu'ils sont en réalité les gardiens d'un secret d'un passé lointain très bien protégé qui concerne toute l'humanité et qu'ils ont pour mission d'empêcher ce passé lointain de se reproduise. 
Ce récit de science fiction présente une alternative face au développement d'une société toute orienté vers un progrès technologique débridé et anarchique, et propose l'alternative d'une société qui au contraire propose un développement équilibré, durable, lent, harmonieux et idéal pour l'humanité. 
José Amado Delgado est l'auteur d'un Saga en deux tomes à la fois futuriste et totalement d'actualité. 
1. ↑  (es) José Amado Delgado, Yvate, Asuncion-Paraguay, El Lector, 2003, 265 p. (ISBN 99925-60-39-8), Page de garde
2. ↑  (es) Jose Amado Delgado Vera, Chokalo, Asuncion Paraguay, Editorial El Lector, 2000, 197 p. (ISBN 99925-51-89-5), Page de garde
3. ↑  Denise Delgado, « Biographie rédigée par Denise Delgado, fille de José Amado Delgado », Article ajouté sur Wikipédia.org France,‎ 17 août 2025
4. ↑  Référence de lecture, après avoir lu les livres de l'auteur